# ستیلیانوس گوناتاس
ستیلیانوس گوناتاس (به یونانی: Στυλιανός Γονατάς) (۱۵ اوت ۱۸۷۶ – ۲۹ مارس ۱۹۶۶) نظامی و سیاستمدار ونیزلیست اهل یونان بود که از ۱۹۲۲ تا ۱۹۲۴ نخست‌وزیر این کشور بود. در پی شکست یونان از ترکیه در سال ۱۹۲۲، ارتش یونان قدرت را در این کشور در دست گرفت و کنستانتین اول به نفع جرج دوم از سلطنت کناره‌گیری کرد. در ۲۷ نوامبر آن سال دولتی جدید به نخست‌وزیری گوناتاس تشکیل شد که تا ۱۱ ژانویه ۱۹۲۴ حکومت را در دست داشت. در ژانویه ۱۹۲۴ گوناتاس و دولت او به نفع الفتریوس ونیزلوس استعفا دادند. در فاصله سال‌های ۱۹۳۲ تا ۱۹۳۵ گوناتاس ریاست مجلس سنای یونان را برعهده داشت. او در ۲۹ مارس ۱۹۶۶ در آتن درگذشت.